# Luehea divaricata
Luehea divaricata (лат.) — дерево, вид рода Luehea семейства Мальвовые (Malvaceae). Произрастает в Южной Америке от Бразилия до северо-восточной Аргентины. Растёт в основном в сезонно-сухом тропическом биоме.

## Описание

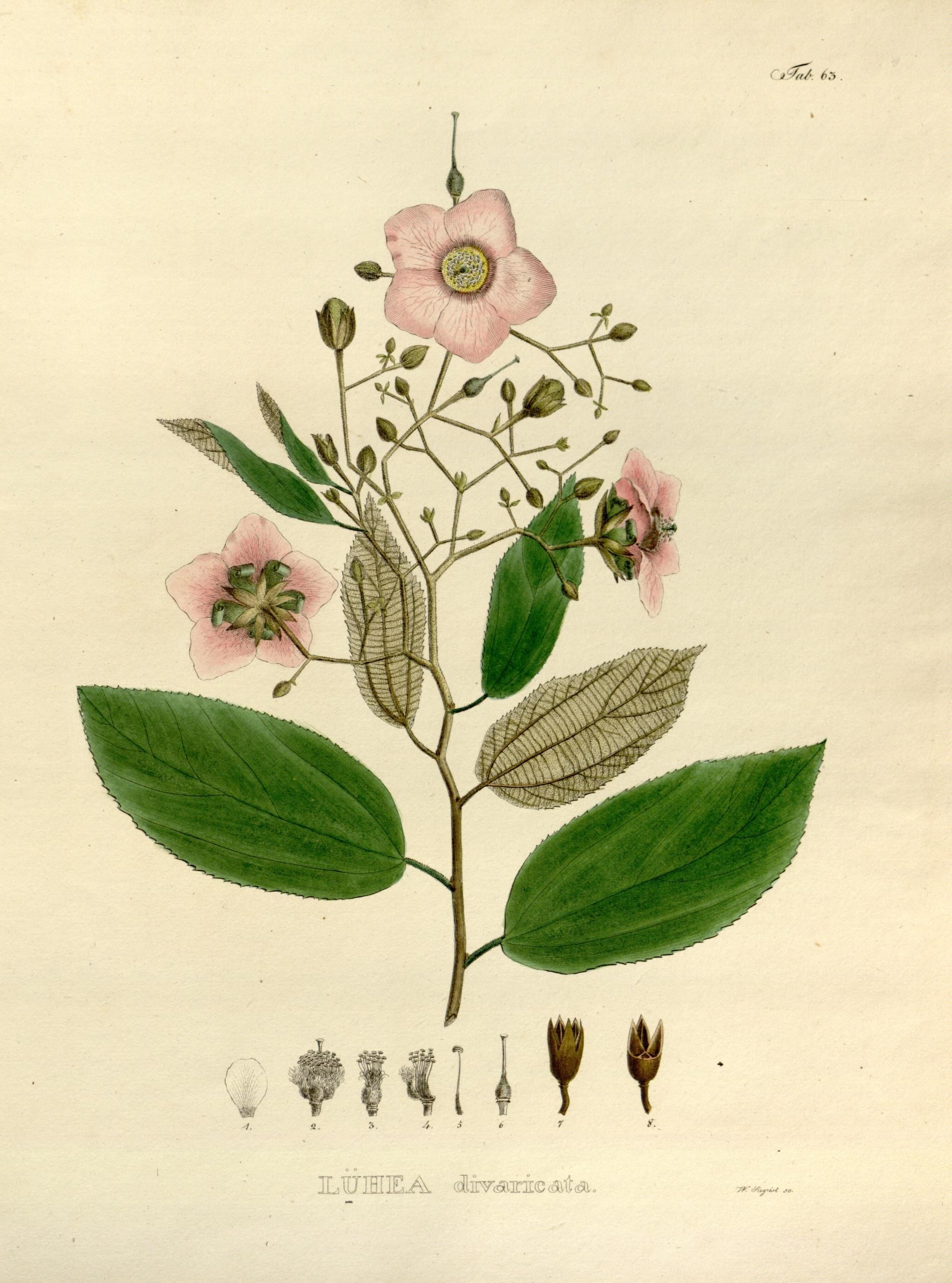
Иллюстрация 1817 года.

Luehea divaricata — дерево, достигающее 15-30 м в высоту с густой, широкой и шаровидной кроной. Листья имеют ромбическую или эллиптическую форму, с зубчатым краем и тремя крупными жилками у основания лопасти. Цветки розового или фиолетового цвета. Ствол имеет широкое основание, корявый с выемками и извилистый. Кора имеет толщину до 25 мм. Листья простые, шириной от 2 до 6,5 см и длиной от 4,5 до 15 см, с ржаво-окрашенным черешком длиной около 1 см, очередные, двурядные, с тремя типичными продольными жилками, бурые на верхней стороне и шероховатые на нижней стороне. Соцветие дихотомическое, в котором первыми раскрываются цветки, расположенные последними на оси. Цветки обоеполые диаметром 3-4 см, с лепестками, которые могут достигать 2,5 см в длину, фиолетового, розового, реже белого цвета. Плод представляет собой коробочку, состоящую из долей деревянистых бобов, его плодоножка диаметром 2-3 см раздваивается на пять долей, коричневого цвета, с волосками ржавого цвета, полностью покрывающие плод. Плод содержит от пяти до пятнадцати семян на боб. Это маленькие, ярко-золотистого цвета семена, которые содержат ланцетные крылья.

## Распространение и местообитание
Произрастает в Южной Америке. Ареал включает северо-восточную Аргентину, Бразилию, Парагвай и Уругвай. Растёт в тропических лесах.

## Галерея

Luehea divaricata
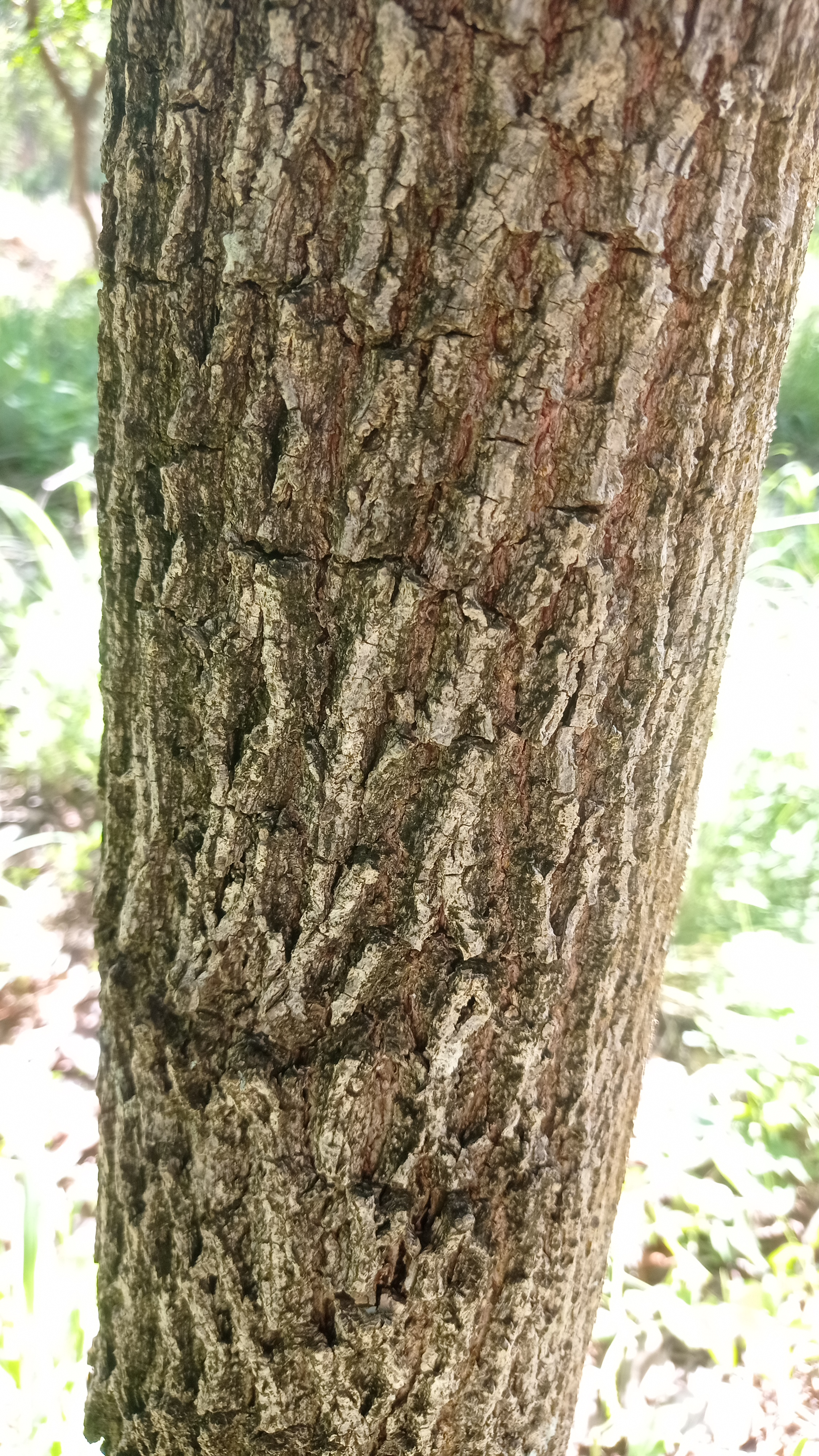
Ствол
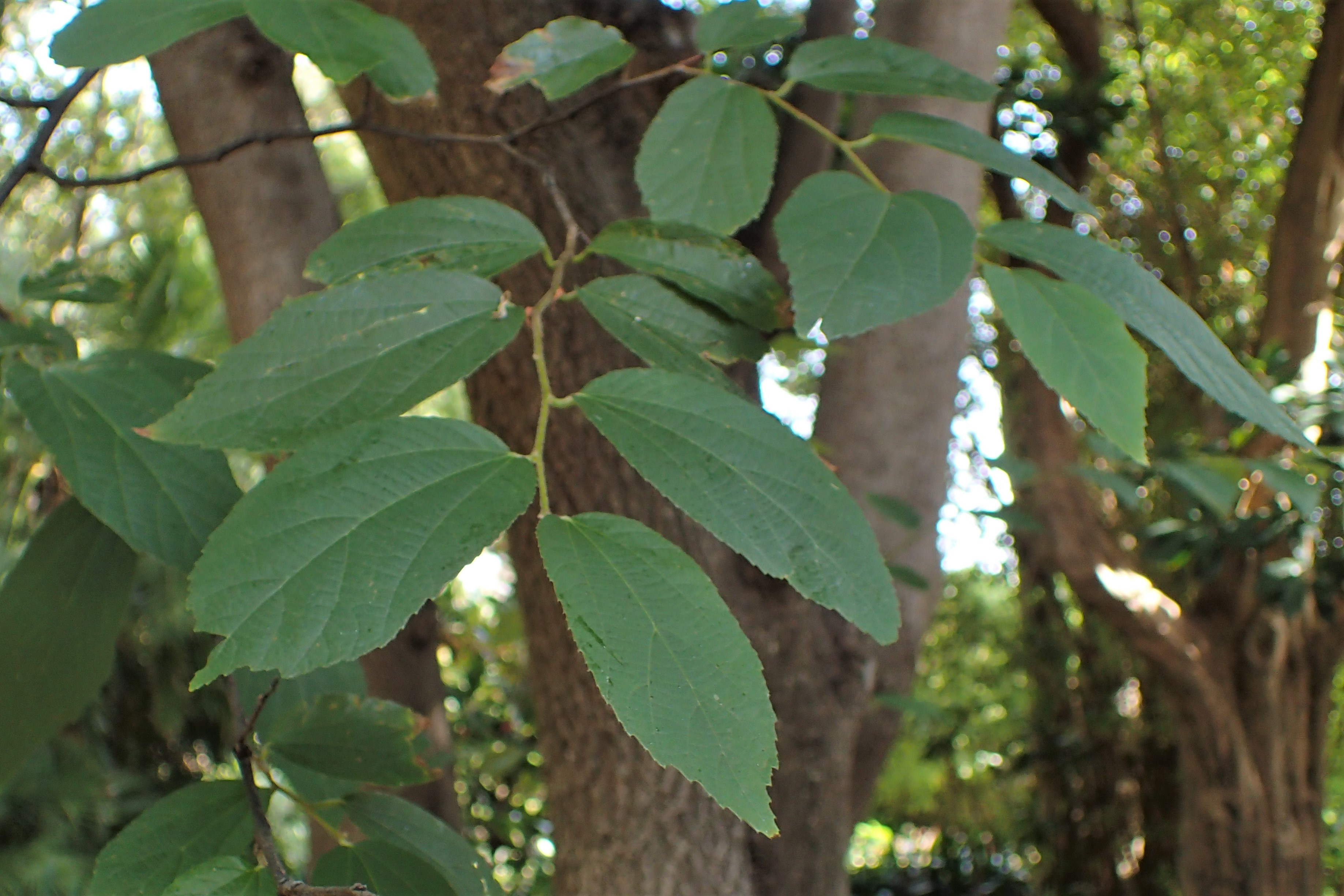
Листва
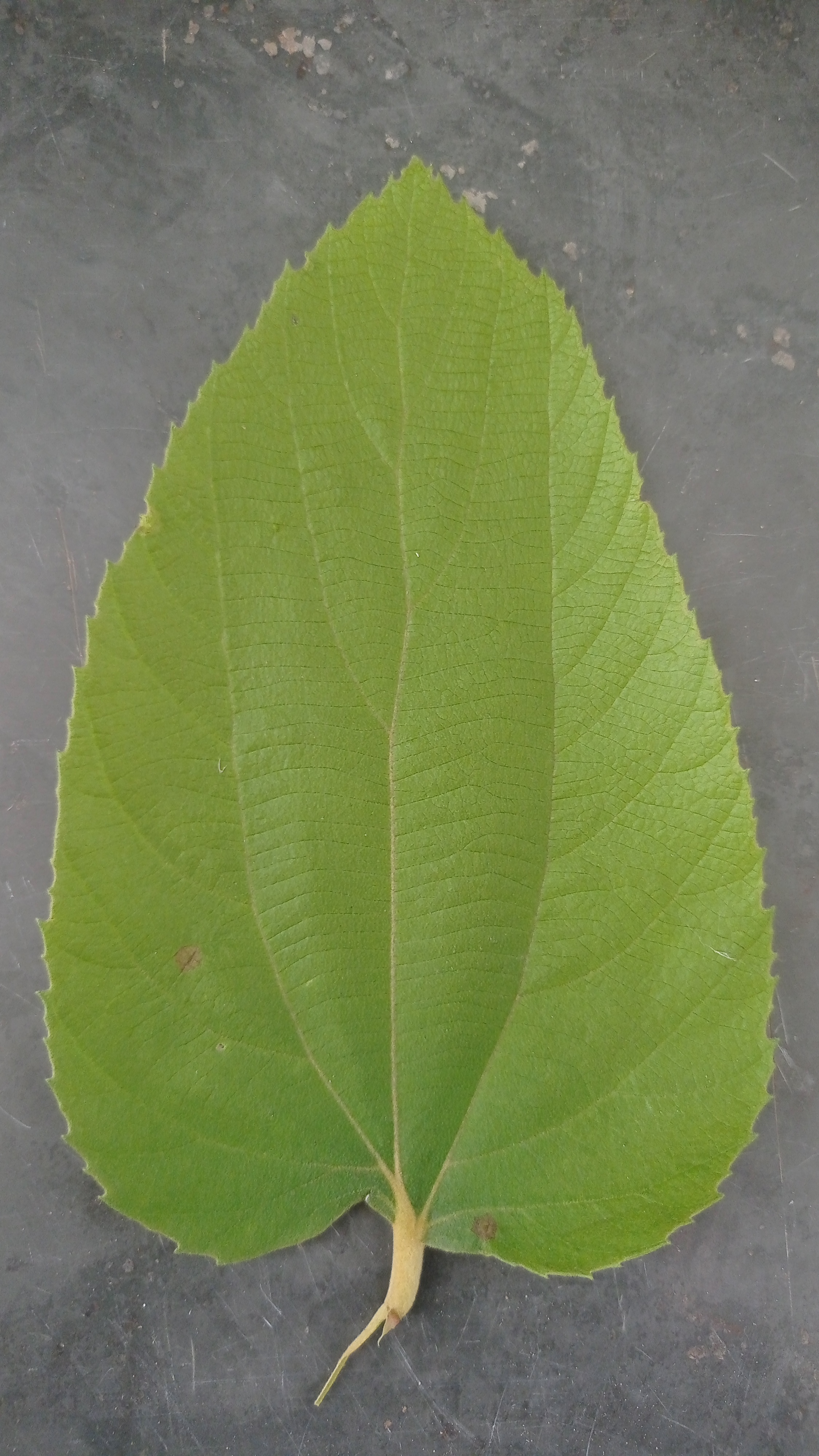
Лист, верхняя сторона
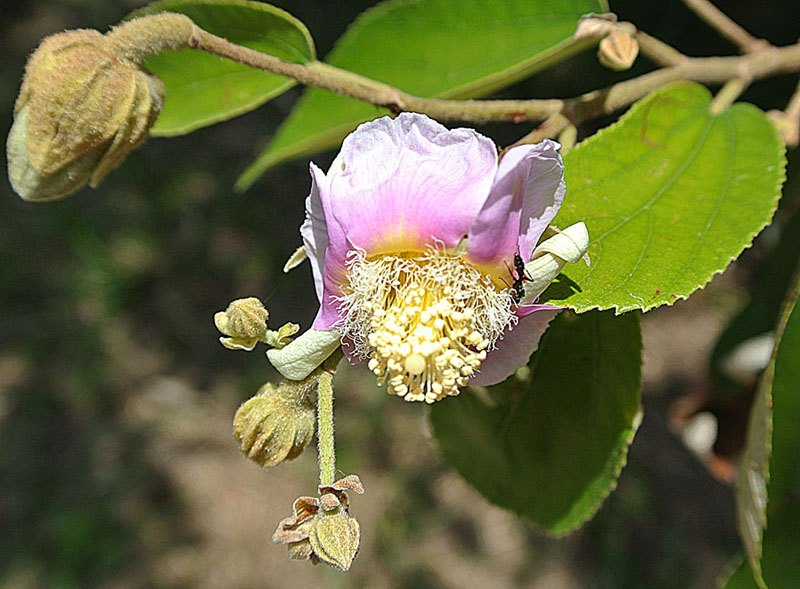
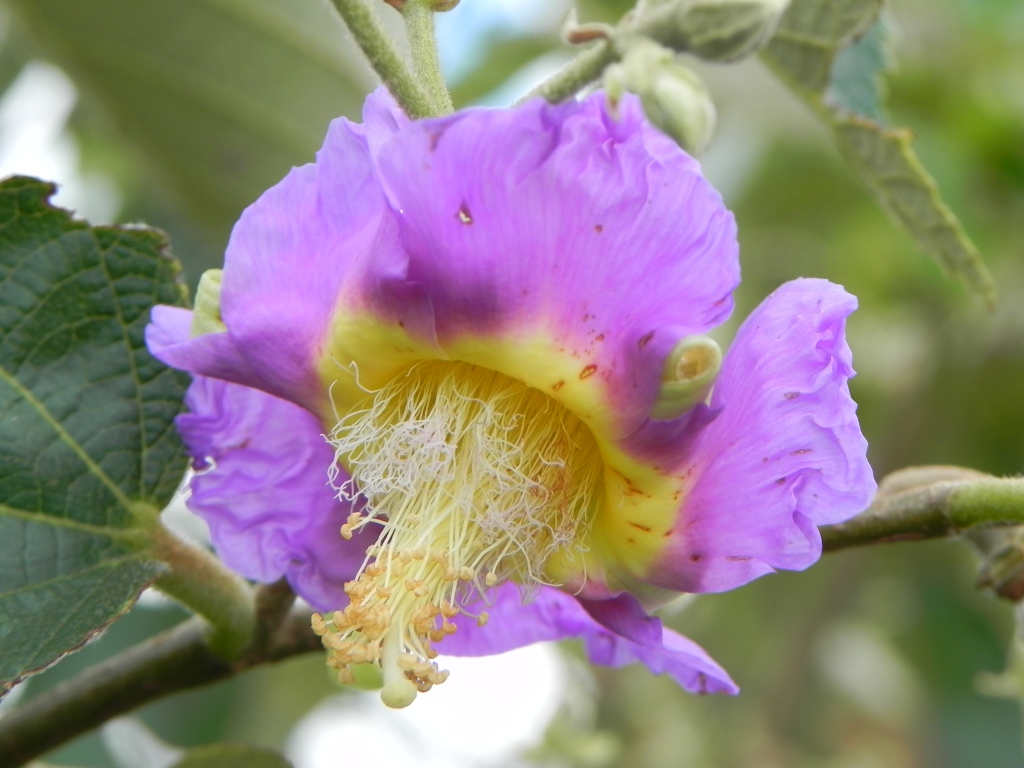
Цветок
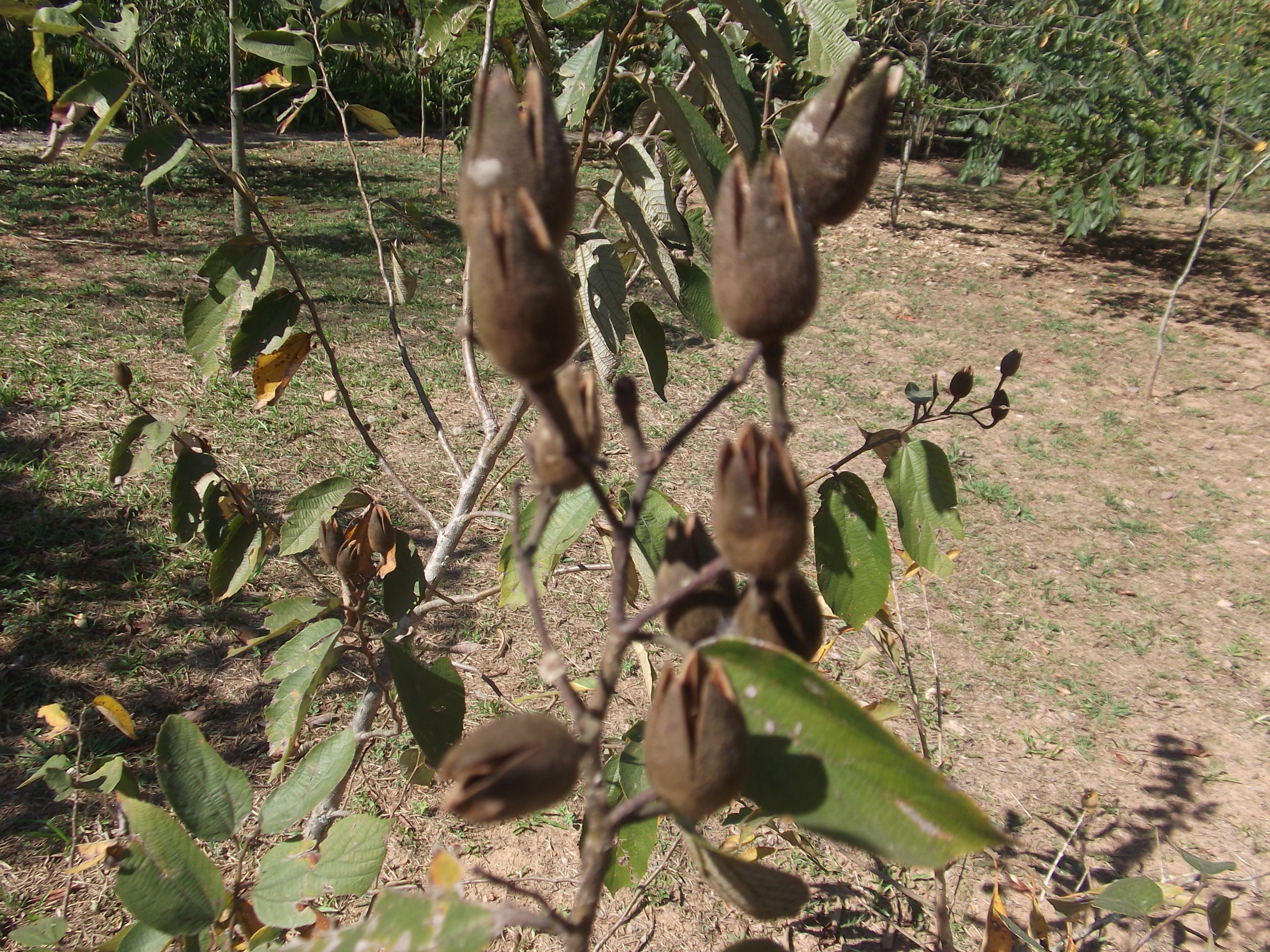
Зрелые плоды